# Volkslied van Zuid-Afrika
Sinds 1997 is het volkslied van Zuid-Afrika een lied dat uit twee voorgaande liederen is samengesteld, namelijk Die Stem van Suid-Afrika en Nkosi sikelel' iAfrika. 
Die Stem van Suid-Afrika was het volkslied van Zuid-Afrika tijdens het apartheidsregime in het land, Nkosi sikelel' iAfrika was een populair lied van de ondergrondse vrijheidsbeweging. In 1994 verklaarde toenmalig staatspresident F.W. de Klerk beide liederen tot officieel volkslied. In 1997 werd in de nieuwe grondwet de huidige tekst tot officieel volkslied uitgeroepen. Het is een verkorte en gecombineerde versie van de beide liederen, met een nieuw geschreven Engelstalige tekst. Het bevat woorden van vijf van de elf officiële talen van Zuid-Afrika. 

## Tekst
| | Nederlands |
| --- | --- |
| (Xhosa) Nkosi sikelel' iAfrika Maluphakanyisw' uphondo lwayo, (Zoeloe) Yizwa imithandazo yethu, Nkosi sikelela, thina lusapho lwayo.                               | Zegen, Here God, zegen Afrika Laat zijn roem tot in de hemel reiken Hoor ons in onze gebeden aan Here, zegen ons, zegen uw kinderen     |
| (Zuid-Sotho) Morena boloka setjhaba sa heso, O fedise dintwa le matshwenyeho, O se boloke, O se boloke setjhaba sa heso, Setjhaba sa, South Afrika - South Afrika. | God, wij vragen u, bescherm ons volk Grijpt u in en beëindig alle strijd Bescherm ons, bescherm ons volk, Zuid-Afrika - Zuid-Afrika     |
| (Afrikaans) Uit die blou van onse hemel, Uit die diepte van ons see, Oor ons ewige gebergtes, Waar die kranse antwoord gee,                                        | Uit het blauw van onze hemel, Uit de diepte van onze zee, Over onze eeuwige gebergtes, Waar de rotsen antwoord geven,                   |
| (Engels) Sounds the call to come together, And united we shall stand, Let us live and strive for freedom In South Africa our land.                                 | Klinkt de roep om samen te komen, En verenigd zullen wij er staan, Laten wij leven en strijden voor vrijheid, In Zuid-Afrika, ons land. |

### Media
- Instrumentale versie van het Zuid-Afrikaanse volkslied
- (en)  Video Volkslied met tekst (YouTube)

### Overig
- (en) National anthem (www.info.gov.za)

Onafhankelijke staten: Algerije · Angola · Benin · Botswana · Burkina Faso · Burundi · Centraal-Afrikaanse Republiek · Comoren · Congo-Brazzaville · Congo-Kinshasa · Djibouti · Egypte · Equatoriaal-Guinea · Eritrea · Ethiopië · Gabon · Gambia · Ghana · Guinee · Guinee-Bissau · Ivoorkust · Kaapverdië · Kameroen · Kenia · Lesotho · Liberia · Libië · Madagaskar · Malawi · Mali · Marokko · Mauritanië · Mauritius · Marokko · Mozambique · Namibië · Niger · Nigeria · Oeganda · Rwanda · Sao Tomé en Principe · Senegal · Seychellen · Sierra Leone · Somalië · Soedan · Swaziland · Tanzania · Tsjaad · Togo · Tunesië · Zambia · Zimbabwe · Zuid-Afrika · Zuid-Soedan
Niet algemeen erkende landen: Somaliland · Westelijke Sahara
Afhankelijke gebieden: Mayotte · Réunion (onofficieel) · Saint Helena, Ascension and Tristan da Cunha (onofficieel)